# Grigori Alexandrovich Stroganov

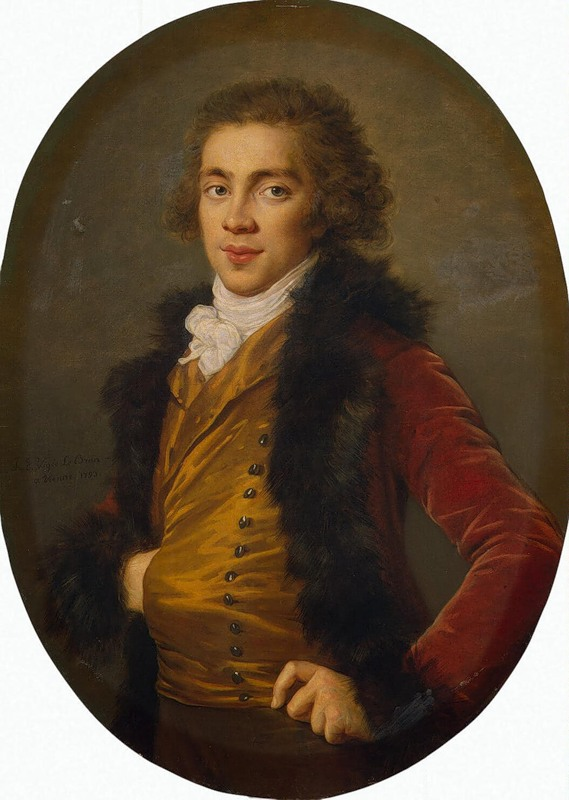
Retrato del barón Grigori Aleksándrovich Stróganov por Élisabeth Vigée Le Brun, 1793, San Petersburgo, Museo del Ermitage.

Grigori Aleksándrovich Stróganov, a quien las fuentes españolas llaman barón Strogonoff (San Petersburgo, 1770-1857) fue un aristócrata y diplomático ruso, hecho conde de Stróganov en 1826. Enviado especial del zar Alejandro I y ministro plenipotenciario acreditado ante la Corte española de 1805 a 1810 y embajador en Suecia en 1812. En 1816, dirigió una misión diplomática a Constantinopla que terminó en agosto de 1821 con la ruptura de relaciones por el apoyo dado por Stróganov a los ortodoxos griegos y tras presentar Rusia un ultimátum al Imperio otomano exigiéndole el desalojo de los principados danubianos y el cese de la represión contra los patriotas griegos. En 1826, formó parte de la corte penal encargada de juzgar a los decembristas, contrarios al absolutismo.

## Misión en España
El barón Strogonoff llegó a Madrid en 1805 procedente de Londres con la misión de negociar la incorporación de España a la Liga de intervención para pacificar la Europa promovida por el zar, reconvertida en la Tercera Coalición a la que no se sumaría España por los acuerdos previos que tenía firmados con Napoleón y por la negativa británica a devolver las fragatas españolas apresadas. Tan diplomático como galán, según el marqués de Villa-Urrutia, Gregorio Aleksándrovich Strogonoff a poco de llegar a Madrid se enamoró de la condesa de Ega, Juliana de Oeynhausen e Almeida, joven y bella esposa del embajador de Portugal, con la que —tras enviudar de su primera esposa— contrajo matrimonio veinte años más tarde.
«Hombre de bien, de fe segura, con quien podía tratarse», según lo define Godoy en sus memorias, y provisto de amplios poderes, no obstante el inicial fracaso prosiguió en el intento de incorporar a España a la coalición antinapoleónica, alcanzando algún acuerdo, aunque informal, con Godoy, que el 6 de octubre de 1806 firmó una Proclama a los españoles de nulo efecto, llamando a la movilización. La inmediata derrota prusiana en Jena y la firma del Tratado de Tilsit entre el zar y Napoleón alteraron por completo el sistema de alianzas. El acercamiento a Francia resultó incómodo al barón. Tras la firma del Tratado de Fontainebleau los condes de Ega hubieron de regresar a Portugal. La presencia de una escuadra rusa en Lisboa dio motivo a Strogonoff para un desplazamiento a la capital lusa, provocando la desconfianza del embajador francés en Madrid, Antoine de Laforêt. Por otra parte, alegando no contar con instrucciones de su Gobierno, no se presentó a José I y cuando tras la batalla de Bailén el hermano de Napoleón hubo de abandonar Madrid precipitadamente, trasladándose a Burgos, Strogonoff no lo siguió, retrasando su salida de la corte hasta finales de agosto en que tomó el camino de Portugal. Sin pasaporte ni salvoconducto, en Badajoz fue detenido por José Galluzo, el capitán general de Extremadura designado por la Junta Suprema Central Gubernativa, que lo obligó a regresar a Madrid. Aquí se le hicieron llegar las instrucciones del zar de presentarse ante José Bonaparte, lo que no llegó a cumplimentar. El 14 de octubre se celebró en Madrid el cumpleaños de Fernando VII con tumultos antifranceses y el linchamiento de dos mamelucos. Se corrió la voz de que el barón tenía refugiados a dos soldados franceses en su casa y hacia ella se dirigió la multitud. Solo la presencia del duque del Infantado acompañado de un representante británico impidieron que se consumase el asalto a la legación rusa. Strogonoff protestó ante la Junta por la violación de su inmunidad diplomática y exigió que se le facilitase pasaporte para salir de España. Aunque el embajador británico Charles Stuart, consultado por Pedro Cevallos, negó que le correspondiese la inmunidad que reclamaba pues desde el Tratado de Tilsit, Rusia, aliada de Napoleón, no tenía relaciones con la España fernandina, la Junta, que no deseaba romper las relaciones le ofreció excusas discretas y encargó a Joaquín Francisco Campuzano viajar a San Petersburgo, pero Strogonoff insistió en abandonar España y el 9 de noviembre salió escoltado a Cartagena donde embarcó con destino a Trieste.
Según cuenta Pérez Galdós en Memorias de un cortesano de 1815 el barón de Strogonoff habría dado el impulso definitivo en su fulgurante ascenso a Antonio Ugarte, el antiguo esportillero y antiguo maestro de baile convertido poco más tarde en figura clave de la camarilla de Fernando VII, dejándolo encargado de sus negocios y recomendándolo a Tatischeff, su sucesor al frente de la embajada en Madrid:

La Providencia divina, que en lo de mimar a Ugarte era una madre débil y complaciente, le puso entonces en relaciones con el barón Strogonoff, embajador de Rusia, el cual encargó a nuestro ex-bailarín el desempeño de diversos asuntillos. Hízolo a pedir de boca, quedando el moscovita tan complacido, que se fue para las Rusias en 1808, y dejó a cargo de Ugarte todos sus intereses.
Pérez Galdós, Memorias de un cortesano de 1815, cap. VIII

En Viena, a donde llegó en los últimos días del año, recibió la acreditación del zar como su representante ante José Bonaparte, y de allí se trasladó a París, donde fue recibido por Napoleón, pero retrasó cuanto pudo el viaje a España y cuando finalmente lo emprendió no pasó de Barèges, donde alegando mala salud se quedó a tomar las aguas.